# Bill Young (rugby à XV, 1974)
Pour les articles homonymes, voir Bill Young.
Pas d'image ? Cliquez ici

a Compétitions nationales et continentales officielles uniquement.

b Matchs officiels uniquement.
Dernière mise à jour le 13 novembre 2013.
William K. Young dit Bill Young, né le 4 mars 1974 à Sydney, est un joueur australien de rugby à XV qui évolue au poste de pilier. Il joue avec l'équipe d'Australie depuis 2000.

## Biographie
Bill Young effectue son premier test match en novembre 2000 contre l'équipe de France. Il participe à la coupe du monde de 2003 (défaite en finale). Il annonce sa retraite internationale le 20 juillet 2006, et ne joue donc pas la coupe du monde 2007.

## Palmarès
- Finaliste de la Coupe du monde en 2003

## Statistiques en équipe nationale
- Nombre de matchs avec l'Australie : 46
- Sélections par année : 3 en 2000, 9 en 2002, 13 en 2003, 12 en 2004 et 9 en 2005
- Tri-Nations disputés : 2002, 2003, 2004, 2005
- En Coupe du monde : 6 matchs en 2003 (Argentine, Roumanie, Irlande, Écosse, Nouvelle-Zélande, Angleterre)